# Municipal Borough of Edmonton

Edmonton in der früheren Grafschaft Middlesex

Der Municipal Borough of Edmonton war ein Bezirk im Ballungsraum der britischen Hauptstadt London. Er existierte von 1850 bis 1965 unter verschiedenen Bezeichnungen und lag im Nordosten der ehemaligen Grafschaft Middlesex.

## Geschichte
Edmonton war ursprünglich ein Civil parish und Hauptort der gleichnamigen Harde (hundred). 1850 wurde ein lokaler Gesundheitsrat (local board of health) mit Kompetenzen im Infrastrukturbereich geschaffen. Aus diesem entstand 1875 ein städtischer Gesundheitsdistrikt (urban sanitary district) mit erweiterten Befugnissen. 1881 trennte sich Southgate von Edmonton und wurde ein selbständiger Distrikt. 1894 rekonstituierte sich der Gesundheitsdistrikt als Urban District. Dieser wiederum erhielt 1937 den Status eines Municipal Borough.
Bei der Gründung der Verwaltungsregion Greater London im Jahr 1965 entstand aus der Fusion der Municipal Boroughs Edmonton, Enfield und Southgate der London Borough of Enfield.

## Persönlichkeiten
- Brian Sullivan (1941–1985), Fußballspieler

## Statistik
Die Fläche betrug 3896 acres (15,77 km²). Die Volkszählungen ergaben folgende Einwohnerzahlen:
| Jahr      | 1901   | 1911   | 1921   | 1931   | 1951    | 1961   |
| Einwohner | 46.899 | 64.797 | 66.807 | 77.658 | 104.270 | 91.956 |